# فرانسيس هاغروب
كان غيورغ فرانسيس هاغروب ((بالنرويجية: Francis Hagerup)‏؛ 22 يناير 1853 في هورتن – 8 فبراير 1921 في كريستيانيا) أستاذ قانون قانون، ودبلوماسي وسياسي نرويجي من حزب المحافظين. كان رئيس وزراء النرويج من 14 أكتوبر 1895 إلى 17 فبراير 1898، ومن 22 أكتوبر 1903 إلى 11 مارس 1905. كونه باحث قانوني، عرف بإسهاماته في تطوير القانون الدولي العام، وكان رئيساً لمعهد القانون الدولي.

## روابط خارجية
- سيرته على government.no